# Birkhof (Frankenhardt)
Birkhof, auch Birklein genannt, ist ein Weiler im Ortsteil Gründelhardt der Gemeinde Frankenhardt im Landkreis Schwäbisch Hall im Nordosten Baden-Württembergs.

## Geographische Lage
Der Weiler liegt knapp zwei Kilometer südlich von Gründelhardt, etwa hundert Meter westlich der Kreisstraße K 2637 von dort nach Vorderuhlberg, auf einer Höhe von etwa 473 m ü. NHN. Er steht auf einer Schilfsandstein-Fläche (Stuttgart-Formation) im Unterraum Burgberg-Vorhöhen und Speltachbucht des Naturraums der Schwäbisch-Fränkischen Waldberge, nahe an der Schichtstufe zu den Ellwanger Bergen im Süden. Durch den Ort verläuft eine größere Wasserscheide: Knapp südwestlich in Wald entspringt der Schenkenbach in der Mörderklinge, der über Nesselbach, Bühler und Kocher zum Neckar entwässert. Im Nordwesten liegen auf der Gegenseite des Zeugenberges Mörder (ca. 515 m ü. NHN) der Ellwanger Berge die Quellen des Stettbachs, dessen Abfluss über Speltach und Jagst den Neckar erreicht.

## Geschichte
Mangels früherer Erwähnungen wird angenommen, dass der Ort erst gegen Ende des 18. oder Anfang des 19. Jahrhunderts entstanden ist. Auf einer historischen Karte aus dem Jahre 1838 ist Birkhof mit zwei Häusern eingetragen. Im Jahr 1884 hatte es 22 Einwohner. Am Abzweig der Erschließungsstraße steht ein Sühnekreuz.

## Beschreibung
Birkhof besteht aus drei Anwesen mit wenigen Nebengebäuden. Die Häuser haben relativ großen Abstand voneinander und sind kleiner als die regionaltypischen Bauernanwesen. Eine Stichstraße von der Kreisstraße her erschließt sie. Um die Häuser herum liegen kleine Wiesenflächen, an die sich im Nordosten die Äcker anschließen.

## Verkehr und Tourismus
Ein Radweg aus Gründelhardt verläuft parallel zur K 2637 in Richtung Süden. Von ihm zweigt im Norden des Orts ein weiterer Radweg ab, der westwärts über die Mörderklinge und das Nesselbachtal ins Bühlertal führt. Am nahen Waldrand am Fuß des Mörders liegt ein Wanderparkplatz.